# Percival Elgood
Percival George Elgood (30 luglio 1863 – Il Cairo, 20 dicembre 1941) è stato uno storico britannico, noto per i suoi studi sulla storia dell'Egitto dal periodo tolemaico alla prima metà del XX secolo.

## Biografia
Dopo gli studi al Marlborough College e alla Reale accademia militare di Sandhurst, si arruolò nel Devonshire Regiment nel 1883. Successivamente si trasferì in Egitto e nel 1906 sposò al Cairo la dottoressa Cornelia Bonté Sheldon Amos, la prima donna a praticare medicina nell'Egitto moderno e figura fondante della sanità pubblica egiziana. In questo periodo lavorò al Ministero delle finanze e al Ministero degli interni egiziani, ma lo scoppio della prima guerra mondiale lo portò a tornare tra i ranghi del British Army di stanza in Egitto. Dopo il ritiro dal servizio attivo con il grado di colonnello, si dedicò alla ricerca, alla storiografia e alla scrittura.
Nel 1924 pubblicò Egypt and the Army, uno studio sull'esercito egiziano dal 1882 ai suoi giorni. Quattro anni più tardi pubblicò The Transit of Egypt, incentrato sulla storia egiziana dopo la fine della Grande Guerra e, in particolare, la nascita del Regno d'Egitto. Le pubblicazioni seguenti lo portarono a ritroso nel tempo: nel 1931 scrisse Bonaparte's Adventure in Egypt, sulla campagna d'Egitto, mentre nel 1938 si occupò dell'Egitto tolemaico in The Ptolemies of Egypt.
Fu candidato al Premio Nobel per la letteratura nel 1932.

## Opere
- (EN) Egypt and the Army, Oxford, Oxford University Press, 1924.
- (EN) The Transit of Egypt, Londra, Edward Arnold & Co., 1928.
- (EN) Bonaparte's Adventure in Egypt, Oxford, Oxford University Press, 1931.
- (EN) The Ptolemies of Egypt, Londra, Arrowsmith, 1938.